# Żabiniec (Kraków)
Żabiniec – osiedle w Krakowie wchodzące w skład Dzielnicy IV Prądnik Biały, niestanowiące jednostki pomocniczej niższego rzędu w ramach dzielnicy.
Budowę osiedla rozpoczęto w 1995 roku na terenie ogródków działkowych położonych na tyłach szpitala im. G. Narutowicza. Rozciąga się ono pomiędzy ulicami: Prądnicką, Żmujdzką, Zdrową i Aleją 29 Listopada. Na jego skraju znajduje się plac zabaw dla dzieci wraz z  boiskami do koszykówki, piłki nożnej, siatkówki. Zaprojektowane zostało przez Zespół Autorski ARCHE pod kierunkiem Głównego Projektanta arch. Kazimierza Koterby. Osiedle wciąż jest rozbudowywane. Cały czas na jego obszarze i w bliskim sąsiedztwie realizuje się nową zabudowę wielorodzinną.